# Johann Salvator von Österreich-Toskana

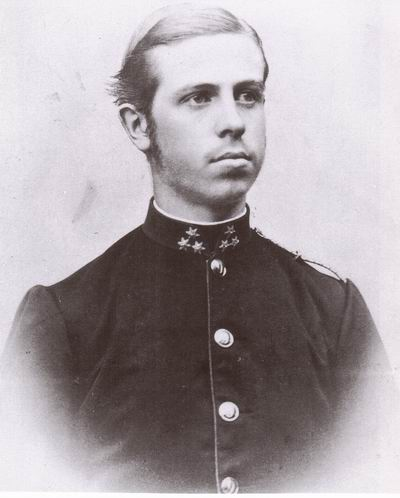
Johann Salvator, um 1875

Johann Salvator, ab 1889 Johann Orth (* 25. November 1852 in Florenz; seit 12. Juli 1890 vermisst bei Kap Tres Puntas, 1911 für tot erklärt; Pseudonyme: Johann Traunwald, Johann von der Traun, Johann von Traunstein) war ein österreichischer Erzherzog aus dem Hause Habsburg.

## Leben
Erzherzog Johann Salvator, genannt Gianni, war der jüngste Sohn von Großherzog Leopold II. von Toskana und dessen Ehefrau Maria Antonie von Neapel-Sizilien. Er war ein Ur-Enkel von Kaiser Leopold II. über dessen zweiten Sohn Ferdinand III. von der Toskana. Dessen Sohn war dann Johanns Vater. Damit war er ein Cousin zweiten Grades zu Kaiser Franz Joseph, der ebenfalls ein Ur-Enkel von Kaiser Leopold II. war. Die kaiserliche Linie geht allerdings auf den ersten Sohn Leopolds, Franz I. von Österreich zurück.
Als sein Vater 1859 nach Österreich ins Exil ging, ordnete Kaiser Franz Joseph an, dass der Knabe unter die Fittiche von Erzherzog Albrecht komme. Dieser erkannte nicht, dass das Kind sehr phantasiebegabt und kunstinteressiert war. Er war äußerst musikalisch und komponierte schon in jungen Jahren einen Walzer. Dieses Musikstück wurde von Johann Strauss aufgeführt, allerdings durfte der wahre Name des Komponisten nicht genannt werden, Johann Salvator hatte das Pseudonym Johann Traunwart gewählt.
Johann Salvator begann seine militärische Laufbahn 1865, wurde 1867 Hauptmann, 1872 Major und 1874 Oberstleutnant. Als Kommandeur einer Infanteriebrigade nahm er am Bosnienfeldzug 1879 teil und wurde 1879 Feldmarschallleutnant. Er war daneben vermutlich ein Urheber des sogenannten Kronprinzenwerks „Die österreichisch-ungarische Monarchie in Wort und Bild“ (1887–1902), an dem er als Autor mitwirkte. Wegen seiner progressiven und liberalen Einstellung kam er häufig in Konflikt mit der österreichischen Regierung. Mit Kronprinz Rudolf stand er in freundschaftlichem Kontakt und teilte dessen liberale Ideen. 1886 lehnte er die bulgarische Krone ab. 1887 schied er aus der Armee aus.
Im Jahr 1889 bat er um die Entlassung aus dem Kaiserhaus. Er verzichtete auf seine Titel und nannte sich bezugnehmend auf Schloss Orth fortan Johann Orth. Im selben Jahr heiratete er in London Ludmilla „Milli“ Stubel, eine Tänzerin der Wiener Hofoper.
Er galt als „enfant terrible“ der kaiserlichen Familie und durfte aufgrund der strengen habsburgischen Hausgesetze den Boden Österreich-Ungarns nicht mehr betreten.
Er erwarb in Hamburg das Kapitänspatent und kaufte sich den Frachtdampfer Santa Margareta. Mit einer Zementladung trat er in London eine Reise über La Plata, an der Ostküste Südamerikas, nach Valparaíso in Chile an. Es wird angenommen, dass sein Schiff im Juli 1890 bei heftigen Stürmen am Cabo tres puntas nahe Kap Hoorn unterging. Mit an Bord waren Johanns Frau, Milli Stubel, drei Schiffsoffiziere und eine Mannschaft von zwanzig Personen.
Der Besitz von Johann Orth wurde 1912/13 in Berlin versteigert. Sein Tod ist bis heute unaufgeklärt.

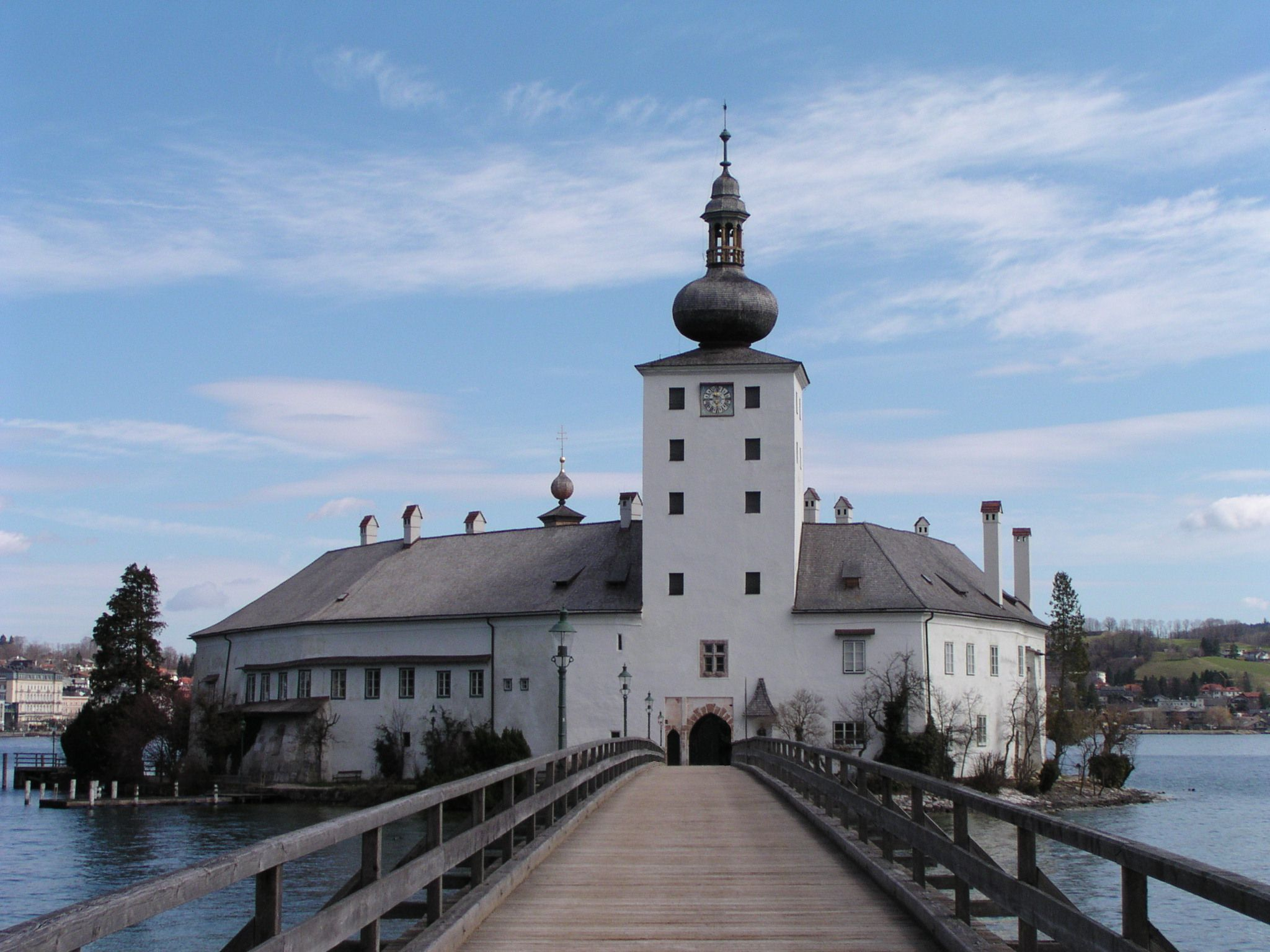
Seeschloss Ort bei Gmunden (Oberösterreich)

## Nachleben
Im März 2007 berichtete die Zeitung Oberösterreichische Nachrichten mehrfach, dass ein norwegisches Gericht kürzlich entschieden habe, dass ein 1945 in Norwegen verstorbener Alexander Hugo Köhler Erzherzog Johann Salvator gewesen sei. Dieses Urteil sei von Nachkommen dieses Herrn Köhler betrieben worden, die nach dieser Berichterstattung auch anboten, Genproben für Vergleiche des Erbgutes zur Verfügung zu stellen. Die beiden vorgeblichen Nachkommen Henrik Danielsen und Frantz Köhler Nilsen ließen das Grab öffnen, um ihre Erbschaftsansprüche an Schloss Ort mittels eines DNA-Gutachtens zu untermauern. Im März 2009 wurde berichtet, dass die Mitglieder der Familie Habsburg nicht mit DNA-Proben an der Untersuchung mitwirken wollten.

## Historische Figur in der Literatur
- Wolfgang Bauer: Die Kantine. Capriccio à la Habsburg. (Theaterstück, 1993; erschienen in: Wolfgang Bauer: Werke. Bd. 8: Schauspiele 1988–1995. Droschl, Graz 1996, S. 149–202.)

## Film
- Das Geheimnis der Santa Margherita (1921)
- Eine versunkene Welt (1922)
- Das Geheimnis um Johann Orth, deutsches Historienfilmdrama (1932) mit Karl Ludwig Diehl in der Titelrolle
- Der rote Prinz (1954)